# Dálnice A12 (Rakousko)

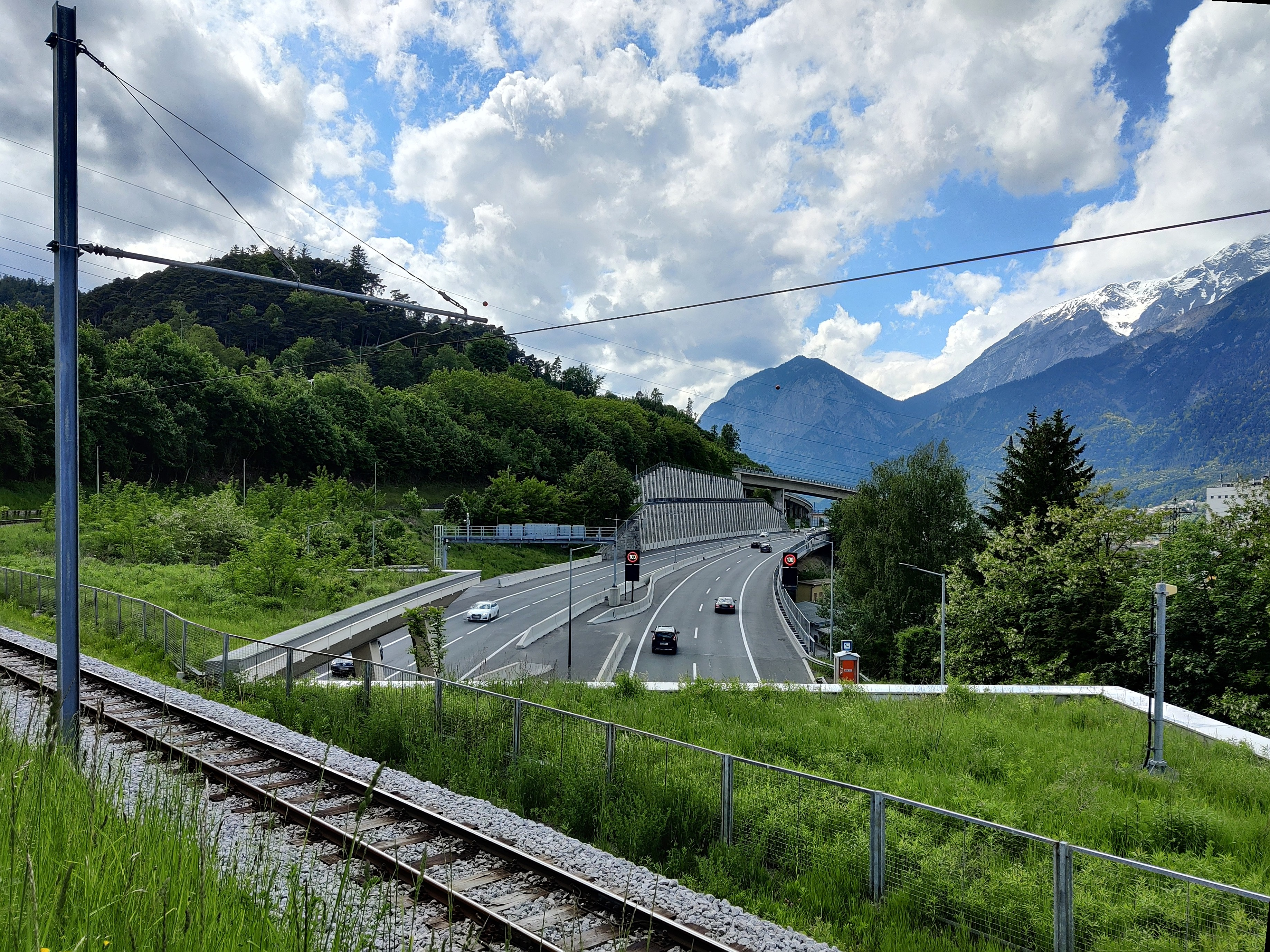
A12

Dálnice A12 (německy Autobahn A12 nebo Inntal Autobahn) je 145 kilometrů dlouhá rakouská dálnice. Začíná na německo-rakouských hranicích, kde navazuje na dálnici A93, a vede jihozápadním a západním směrem středem Tyrolska údolím Innu přes Innsbruck do Zamsu, kde volně přechází v rychlostní silnici S16.
Výstavba dálnice A12 byla zahájena v 60. letech 20. století, mezi lety 1968 a 1972 byla kompletně zprovozněna východní část mezi německými hranicemi u Kufsteinu a křižovatkou Innsbruck-Amras. V 70. letech proběhla stavba dálnice kolem Innsbrucku a během 80. let byla dálnice A12 dostavěna až do Zamsu. Roppenský tunel (délka 5,1 km) byl otevřen v roce 1990.

## Dálniční křižovatky
- Innsbruck-Amras (km 75) – dálnice A13 (E45)
- Innsbruck-Wilten (km 78) – dálnice A13 (E533)